# الإرهاب في سوريا
الإرهاب في سوريا: هو مصطلح يُشير إلى أي فعل، يهدف إلى خلق الذعر بين الناس، والإخلال بالأمن العام في سوريا. وكانت سوريا قد شهدت في السابق أعمالًا إرهابية متقطعة أثناء حكم الرئيس حافظ الأسد، ولكن زادت وتيرة هذه الهجمات أثناء الحرب الأهلية السورية. يُشارك في الحرب السورية العديد من الأطراف الدولية، والقوى العسكرية. حسب الحكومة الأمريكية، تُصنف كل من جبهة النصرة، وتنظيم داعش على أنها منظمات إرهابية. وبحسب الجامعة العربية، يُعتبر كل من الحرس الثوري الإيراني، وحزب الله اللبناني منظمات إرهابية. كما تُصنف منظمات أخرى مثل قوات سوريا الديمقراطية، ووحدات حماية الشعب الكردية على أنها منظمات إرهابية من قبل الحكومة التركية. كما يُتهم النظام السوري بارتكاب أعمال إرهابية بحق المدنيين في مناطق النزاع أثناء الحرب الأهلية.